# 1297
| [ Edytuj tabelę ]                          |                                                             |
| Książę Małopolski                          | - 1291 Wacław II 1305                                       |
| Książę Wielkopolski                        | - 1296 Władysław I Łokietek 1300                            |
| Król Albanii                               | - 1285 Karol II 1301                                        |
| Współksiążęta Andory                       | - 1295 Guillem de Montcada 1308 - 1278 Roger Bernard I 1302 |
| Król Angkoru                               | - 1295 Indrawarman III 1307                                 |
| Król Anglii                                | - 1272 Edward I 1307                                        |
| Król Aragonii i Walencji, hrabia Barcelony | - 1291 Jakub II Sprawiedliwy 1327                           |
| Margrabia Brandenburgii                    | - 1267 Konrad 1304 - 1267 Otto IV 1308 - 1293 Henryk I 1318 |
| Książę Burgundii                           | - 1272 Robert II 1306                                       |
| Książę Dolnej Bawarii                      | - 1290 Stefan I 1309 - 1290 Otton III 1312                  |
| Książę Górnej Bawarii                      | - 1294 Rudolf I 1317 - 1294 Ludwik III 1340                 |
| Cesarz Bizancjum                           | - 1282 Andronik II Paleolog 1328                            |
| Car Bułgarii                               | - 1292 Smilec 1298                                          |
| Cesarz Chin                                | - 1294 Temür Öldżejtü 1307                                  |
| Król Cypru                                 | - 1285 Henryk II 1306                                       |
| Król Czech                                 | - 1278 Wacław II 1305                                       |
| Król Danii                                 | - 1286 Eryk Menved 1319                                     |
| Władca Egiptu                              | - 1296 Ladżin 1299                                          |
| Cesarz Etiopii                             | - 1294 synowie Jagbyy Tsyjona 1299                          |
| Król Francji                               | - 1285 Filip IV Piękny 1314                                 |
| Hrabia Holandii                            | - 1296 Jan I 1299                                           |
| Cesarz Japonii                             | - 1287 Fushimi 1298                                         |
| Kalif                                      | - 1262 Al-Hakim bi-Amr Allah 1302                           |
| Król Kastylii i Leónu                      | - 1295 Ferdynand IV Pozwany 1312                            |
| Patriarcha Konstantynopola                 | - 1294 Jan XII 1303                                         |
| Władca Korei                               | - 1274 Ch’ungnyŏl 1308                                      |
| Wielki książę litewski                     | - 1295 Witenes 1316                                         |
| Cesarz Majapahitu                          | - 1293 Raden Wijaya 1309                                    |
| Sułtan Maroka                              | - 1286 Abu Jakub Jusuf 1307                                 |
| Książę Mediolanu                           | - 1287 Matteo I Wielki 1302                                 |
| Senior Monako                              | - 1291 Franciszek 1301                                      |
| Książę Moskwy                              | - 1283 Daniel Aleksandrowicz 1303                           |
| Król Nawarry                               | - 1284 Filip I 1305                                         |
| Król Norwegii                              | - 1280 Eryk II Wróg Księży 1299                             |
| Hrabia Palatynatu                          | - 1294 Rudolf I Wittelsbach 1317                            |
| Papież                                     | - 1294 Bonifacy VIII 1303                                   |
| Król Portugalii                            | - 1279 Dionizy I 1325                                       |
| Sułtan Rumu                                | - 1294 Masud II 1301                                        |
| Książę Rusi halickiej                      | - 1270 Lew I 1300                                           |
| Cesarz Rzymski (niemiecki)                 | - 1292 Adolf z Nassau 1298                                  |
| Książę Saksonii                            | - 1260 Albrecht II 1298                                     |
| Król Serbii                                | - 1282 Stefan Urosz II 1321                                 |
| Król Szwecji                               | - 1290 Birger I Magnusson 1318                              |
| Doża Wenecji                               | - 1289 Pietro Gradenigo 1311                                |
| Król Węgier                                | - 1290 Andrzej III 1301                                     |
| Wielki mistrz zakonu krzyżackiego          | - 1297 Gottfried von Hohenlohe 1302                         |

Rok 1297 / MCCXCVII
stulecia: XII wiek ~
XIII wiek ~
XIV wiek

lata: 1287 «
1292 «
1293 «
1294 «
1295 «
1296 «
1297
» 1298
» 1299
» 1300
» 1301
» 1302
» 1307

## Wydarzenia w Polsce
- 8 marca – nadanie praw miejskich Dravenborch dzisiejsze Drawsko Pomorskie.
- Nadanie praw miejskich osadzie Hollandt dzisiejszy Pasłęk.
- Pabianice otrzymały prawa miejskie.
- Lokacja Gniewu na prawie chełmińskim.

## Wydarzenia na świecie
- 8 stycznia – Według legendy, władzę w Monako podstępem przejęła rodzina Grimaldich.
- 4 kwietnia – papież Bonifacy VIII ustanowił Królestwo Sardynii i Korsyki i nadał je w lenno władcy Aragonii Jakubowi II.
- 2 czerwca – Wacław II został koronowany na króla Czech.
- 31 lipca – papież Bonifacy VIII wydał encyklikę Etsi de statu.
- 11 września – I wojna o niepodległość Szkocji, powstania Szkotów przeciwko Anglii: powstańcy odnieśli pierwsze sukcesy, zwyciężając w bitwie o most Stirling.

## Urodzili się
- 25 marca:
  - Andronik III Paleolog, cesarz bizantyński (zm. 1341)
  - Arnoszt z Pardubic, katolicki biskup i pierwszy arcybiskup praski (zm. 1364)
- 14 sierpnia – Hanazono (jap. 花園天皇), cesarz Japonii (zm. 1348)

## Zmarli
- 22 lutego – Małgorzata z Kortony, włoska tercjarka franciszkańska, rekluza, stygmatyczka, święta katolicka (ur. 1247)
- 13 sierpnia – Gertruda z Altenbergu, niemiecka norbertanka, błogosławiona katolicka (ur. 1227)
- 16 sierpnia – Jan II Wielki Komnen, cesarz Trapezuntu (ur. 1262 lub 1263)
- 19 sierpnia – Ludwik z Tuluzy, syn Karola II Andegaweńskiego, franciszkanin, biskup, święty katolicki (ur. 1274)
- data dzienna nieznana:
  - Jan Gerbicz, biskup poznański (ur. ok. 1240)